# مجتمع گاوشیری چم
مجتمع گاوشیری چم روستایی در دهستان پیشکوه بخش مرکزی شهرستان تفت استان یزد ایران است.

## جمعیت
بر پایه سرشماری عمومی نفوس و مسکن در سال ۱۳۹۵ جمعیت این روستا ۲۳ نفر (۶خانوار) بوده‌است.